# Erdschattenbogen

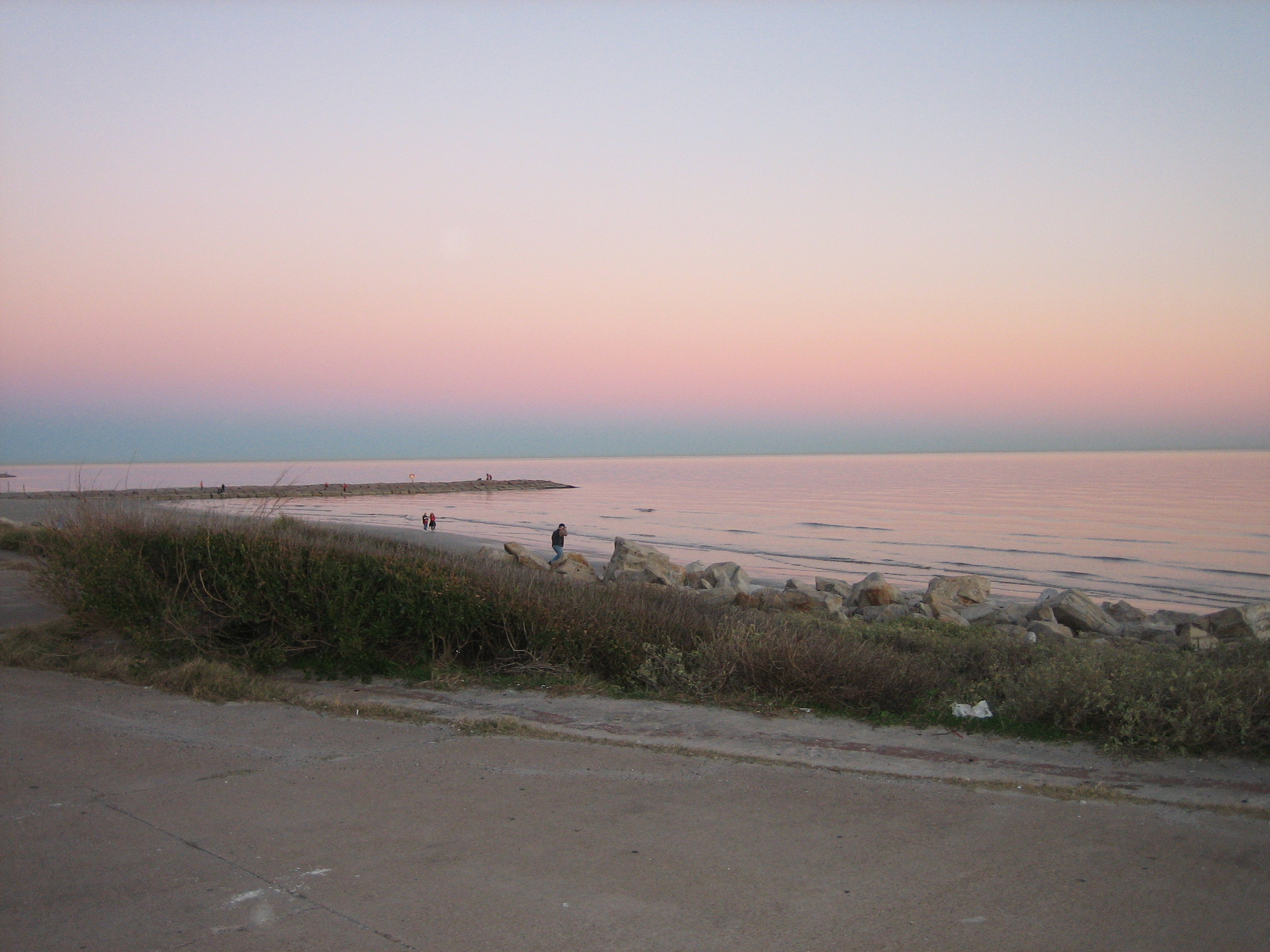
Der Erdschattenbogen ist der dunkle blaugraue Bogen über dem Meereshorizont

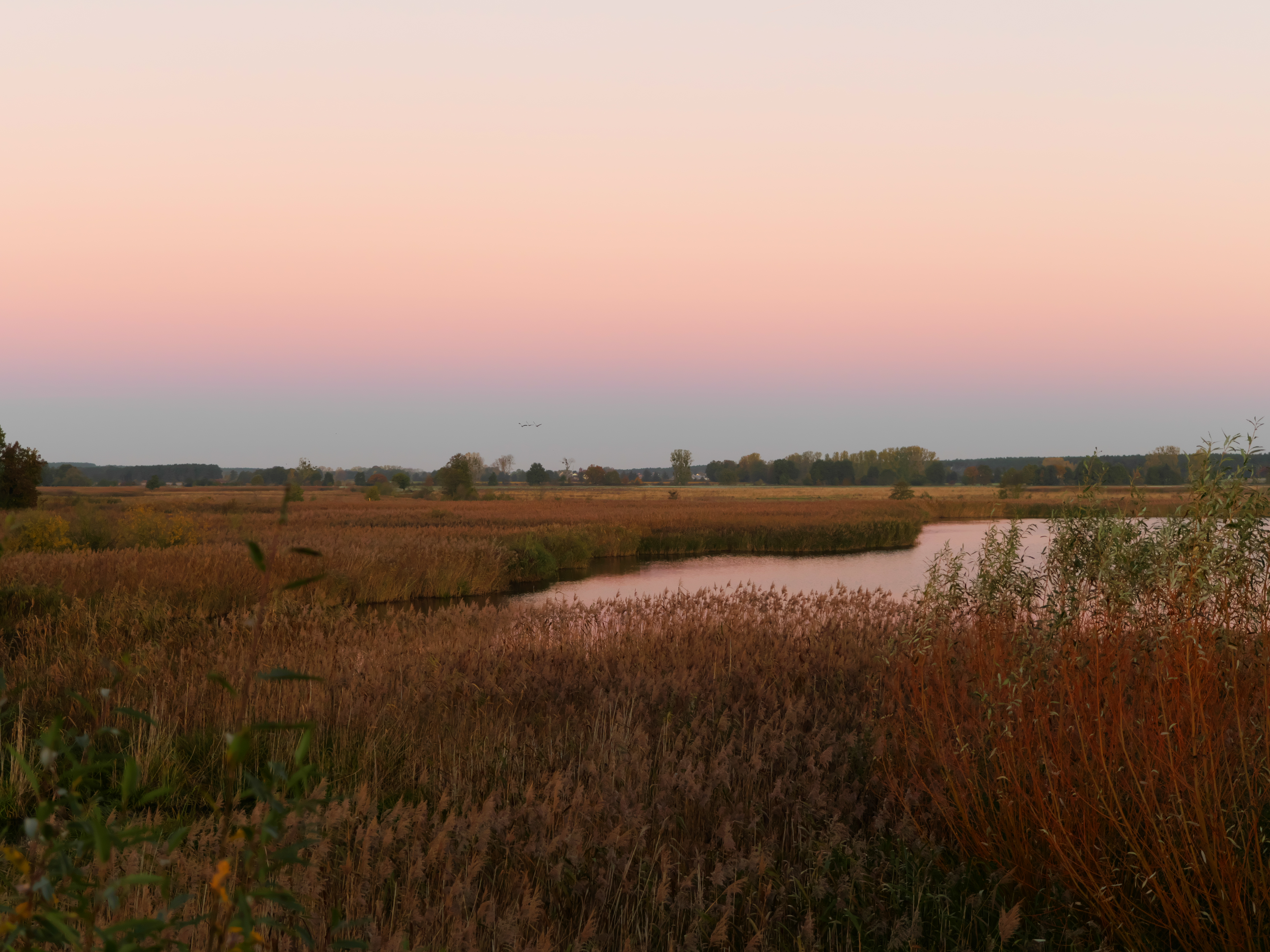
Grauer Erdschattenbogen unterhalb des bunten Gegendämmerungsbogens im Westen vor Sonnenaufgang

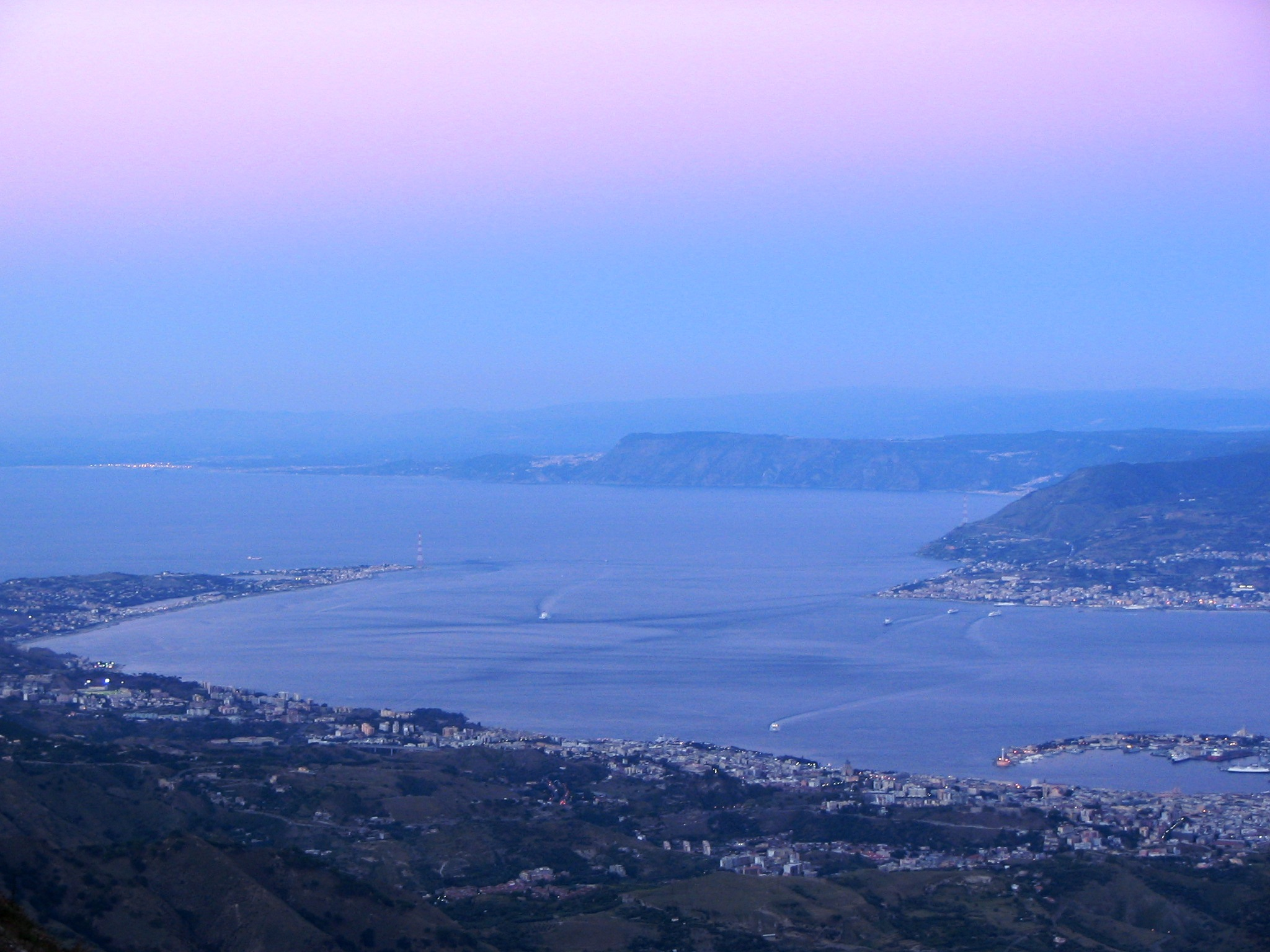
Mit tieferem Sonnenstand unter dem Horizont steigt der Erdschattenbogen höher über den Horizont gegenüber

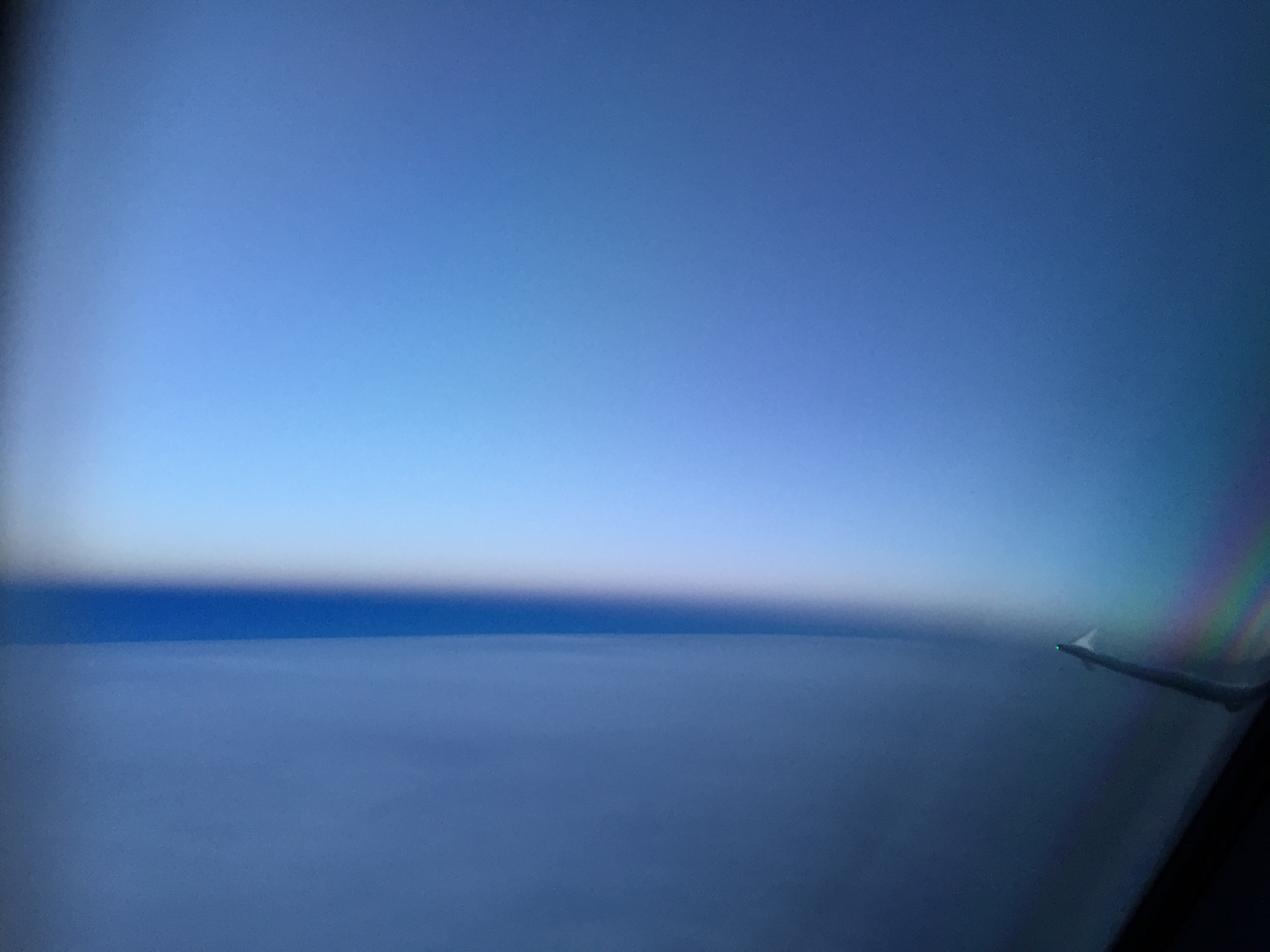
Erdschattenbogen, aus einem Flugzeug in etwa 11.000 m Höhe aufgenommen

Als Erdschattenbogen, unpräzise verkürzend auch Erdschatten, bezeichnet man die nach Sonnenuntergang und vor Sonnenaufgang bei wolkenarmen Wetterverhältnissen über dem Horizont sichtbare Projektion des Schattens der Erde in den gegenüberliegenden Dämmerungshimmel. Der bogenförmige lichtarme Streifen steht in Gegenposition zur Sonne am höchsten und nähert sich nach Norden und Süden zu dem Horizont an.
Vom Erdschattenbogen zu unterscheiden sind horizontnahe Dunstschichten, die ein ähnliches Erscheinungsbild zeigen können, meist aber horizontparallel verlaufen und im Gegensatz zum Erdschattenbogen auch vor Sonnenuntergang bzw. nach Sonnenaufgang zu sehen sind.

## Verlauf
Wenn im Verlauf der bürgerlichen Dämmerung am Abend die Sonne unter den Horizont sinkt, erreicht die direkte Sonnenstrahlung nicht mehr die Erdoberfläche am Standort eines Beobachters. Am gegenüberliegenden östlichen Horizont, an dem sich die Gegendämmerung ereignet, erreichen die Sonnenstrahlen nun auch nicht mehr direkt die unteren Schichten der Atmosphäre, die man vom Standort aus sehen kann. Von diesen wird daher bedeutend weniger Licht zurückgeworfen als von den höheren Atmosphärenschichten, die noch von direktem Licht getroffen werden können. Damit entsteht unmittelbar über dem Horizont ein lichtarmer, graublau erscheinender Streifen, der Erdschattenbogen.
Der von der Erde geworfene Schatten liegt bogenförmig der Sonne gegenüber und ist abgesetzt von der orange-purpur leuchtenden Erscheinung darüber, dem Gegendämmerungsbogen oder Venusgürtel. Wenn die Sonne tiefer sinkt, verblasst der Venusgürtel, und der Erdschattenbogen steigt höher. Später verschwindet der Venusgürtel ganz, und der Erdschatten geht ohne erkennbare Grenze über in den tiefblauen Himmel im Zenit. Etwa eine halbe Stunde nach Sonnenuntergang ist der Erdschattenbogen deshalb nicht mehr wahrzunehmen. In der Morgendämmerung spielen sich die Vorgänge in umgekehrter Reihenfolge am Westhimmel ab.

## Physikalische Grundlagen
Die wesentliche Ursache des Erdschattenbogens ist tatsächlich der Schatten, den die Erde auf die Luftschichten des gegenüberliegenden Horizonts wirft. Dabei ist allerdings der Erdschattenbogen etwas größer als der geometrische Schatten des Erdkörpers, was auf die Extinktion des Sonnenlichts in der Erdatmosphäre zurückzuführen ist. So ist zu erklären, dass es unter idealen Bedingungen für einen Beobachter an der Erdoberfläche möglich ist, den Rand des Erdschattenbogens schon kurz vor Sonnenuntergang zu sehen, wenn sie noch etwa einen halben Grad über dem Horizont steht – unter Berücksichtigung der Refraktion.
Der französische Meteorologe Jean Dubois stellte 1951 die These auf, dass die blaugraue Färbung des Schattens durch die Chappuis-Absorption in der Ozonschicht verursacht würde. Diese aufgrund der Färbung plausibel erscheinende Vermutung ist nicht haltbar, denn das Spektrum des Erdschattenbogens unterscheidet sich nicht wesentlich von dem des Venusgürtels und auch nicht von den höher liegenden Schichten des Gegenhorizonts – in allen Spektren ist die Chappuis-Absorption gleichermaßen zu erkennen, wie zwischen 2012 und 2014 durchgeführte Messungen ergeben haben.
Die Spektren des Erdschattenbogens und die der höher liegenden Schichten über dem Gegenhorizont unterscheiden sich hauptsächlich in der Intensität, wenig in der spektralen Zusammensetzung der Strahlung. Somit scheint es, dass die wahrgenommene bläuliche Färbung des Erdschattenbogens und dessen klare Abgrenzung vom darüber liegenden Venusgürtel offensichtlich auf seine deutlich geringere Helligkeit in Verbindung mit Eigenheiten der menschlichen Wahrnehmung zurückzuführen sind. Bei geringer Leuchtdichte mit Übergang zum Dämmerungssehen nimmt das menschliche Auge den längerwelligen Anteil des Spektrums farblich kaum mehr wahr (siehe auch Bezold-Brücke-Phänomen und Purpurlinie).
Um ein besseres Verständnis über die Einzelheiten des Strahlungstransports während der Dämmerung zu erhalten, werden verschiedene numerische Modelle verwendet. Ein zur Berechnung der Färbung der Gegendämmerung geeignetes Modell muss mehrfache Streuung berücksichtigen, außerdem ist eine sphärische  Abbildung der Atmosphärenschichtung notwendig. Auch bei den heutigen Rechnerleistungen bleibt ein analytisches Verfahren eine Herausforderung, meist werden Monte-Carlo-Simulationen verwendet. Man erhofft sich hierdurch insbesondere mehr Einblick, welchen Einfluss die Aerosolzusammensetzung und die Ozonschicht haben.

## Belege
1. ↑  Wetter und Klima - Deutscher Wetterdienst - Glossar - E - Erdschattenbogen. Abgerufen am 17. November 2020.
2. ↑  
Götz Hoeppe: Why the Sky is Blue. Discovering the Color of Life. Princeton University Press, Princeton 2007, ISBN 0-691-12453-1, S. 253–255 (Google books)
3. 1 2 3 4  Raymond L. Lee (Jr.): Measuring and modeling twilight’s Belt of Venus. In: Applied Optics. Band 54, S. B194–B203, 2015, doi:10.1364/AO.54.00B194 (online (Memento des Originals vom 1. Februar 2015 im Internet Archive)  Info: Der Archivlink wurde automatisch eingesetzt und noch nicht geprüft. Bitte prüfe Original- und Archivlink gemäß Anleitung und entferne dann diesen Hinweis.)